# Lugal
Lugal var en sumerisk titel som de allra flesta mesopotamiska härskare bar. Den brukar översättas med kung, men betyder egentligen bara "stor man". Dess akkadiska översättning är sharrum. 
Det är oklart vilken status titeln uttrycker, men det tros att den var högst i rang och överordnad titeln énsi. En vanlig uppfattning är att lugal signifierade ett härskarskap över flera stadsstater, medan énsi var kopplat till ett härskarskap över en enda stadsstat.